# John Gabriel Borkman
John Gabriel Borkman è un dramma in quattro atti scritto nel 1896 dal drammaturgo norvegese Henrik Ibsen. Si tratta del suo penultimo lavoro teatrale.

## Trama
Le fortune della famiglia Borkman sono improvvisamente mancate per l'arresto di John Gabriel, il quale ha usato la sua posizione di direttore di banca per speculare illegalmente con i soldi dei suoi investitori. L'azione dell'opera si svolge otto anni dopo il rilascio di John, quando lui stesso, sua moglie e la sorella gemella di lei, Ella Rentheim, si contendono il futuro del giovane Erhart Borkman.

## Commenti
Nonostante John Gabriel Borkman continui la linea del naturalismo e di critica sociale che segna il periodo centrale di Ibsen, l'atto finale qui suggerisce una nuova fase del drammaturgo, una fase portata a compimento nelle sue ultime opere più simboliche.

## Rappresentazioni italiane
(elenco parziale)
- 1898, Compagnia di Ermete Zacconi
- 1982, traduzione e regia di Luca Ronconi con Omero Antonutti, Franca Nuti, Marisa Fabbri, Gianni Bonagura. Messinscena realizzata nello studio del Centro di Produzione Rai di Torino appositamente per Rai Due e trasmessa il 4 gennaio del 1982.
- 2002, traduzione di Anita Rho, Regia di Massimo Castri con Vittorio Franceschi, Ilaria Occhini, Lucilla Morlacchi, Luciano Virgilio
- 2012 - 2014, traduzione di Claudio Magris, regia di Piero Maccarinelli, con Massimo Popolizio, Lucrezia Lante della Rovere, Manuela Mandracchia, Mauro Avogadro
- 2018, traduzione di Danilo Macrì, regia di Marco Sciaccaluga, con Gabriele Lavia, Laura Marinoni, Federica Di Martino, Roberto Alinghieri